# Ukraine International Airlines
Ukraine International Airlines PJSC (in ucraino: Міжнародні Авіалінії України) è la compagnia aerea di bandiera dell'Ucraina con sede e hub principale all'aeroporto di Kiev-Boryspil'. Le sue  operazioni di volo sono sospese dal 24 febbraio 2022 a seguito dell'Invasione russa dell'Ucraina del 2022.

## Storia

### I primi anni

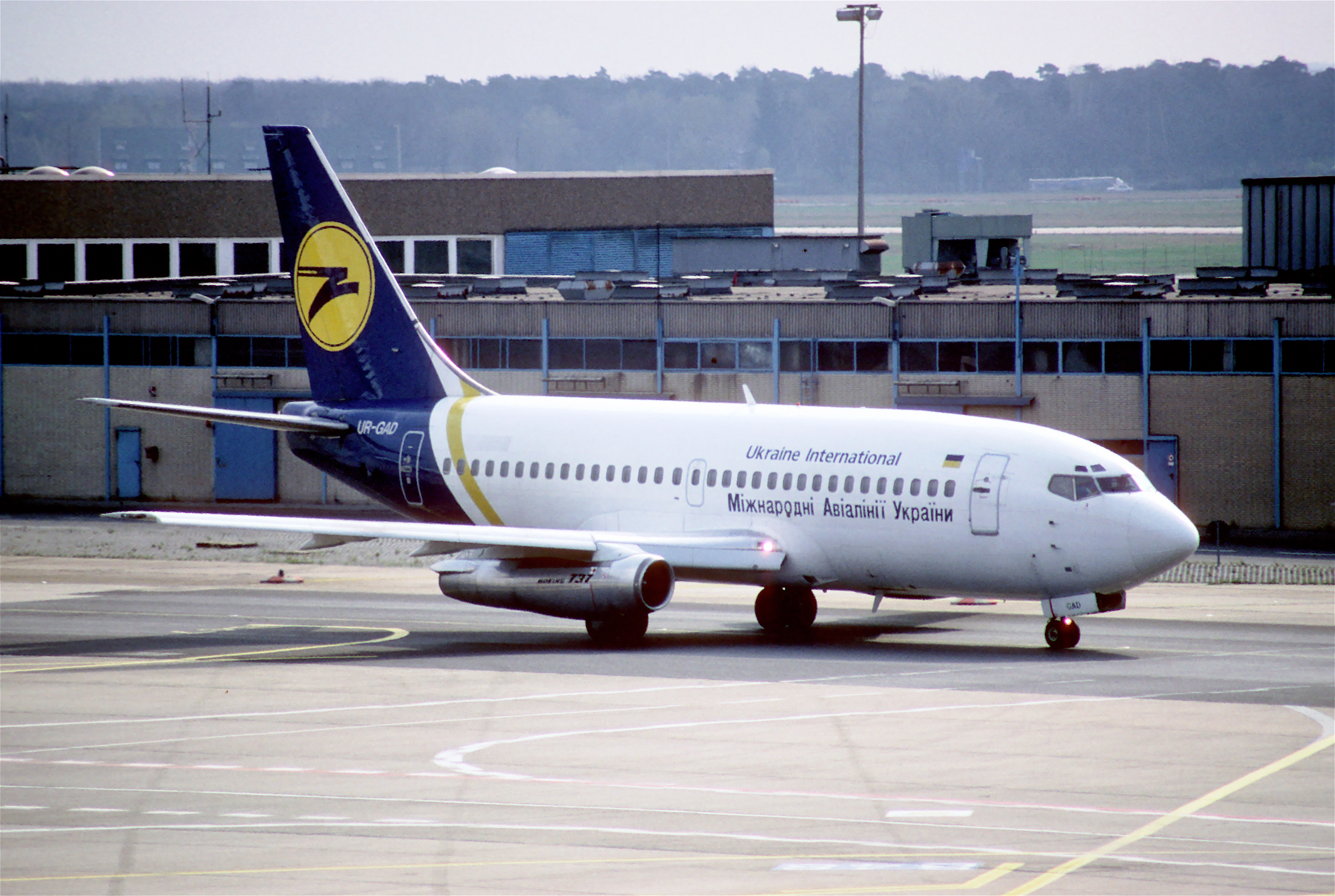
Uno dei primi Boeing 737-200 della compagnia.

Fondata il 1º ottobre 1992, la compagnia aerea iniziò a operare il 25 novembre 1992 con un volo Kiev-Londra. È diventata una delle prime "joint venture con capitale straniero" in Ucraina e la prima compagnia aerea dell'ex Unione Sovietica ad utilizzare nuovi Boeing 737-400 di fabbricazione statunitense. Gli azionisti fondatori erano l'Associazione ucraina dell'aviazione civile e la Guinness Peat Aviation (GPA), una società irlandese di leasing di aeromobili.
La compagnia iniziò le operazioni cargo con un Boeing 737-200 il 13 novembre 1994 verso Londra e Amsterdam.
Nel 1996, Austrian Airlines e Swissair divennero azionisti, investendo 9 milioni di dollari in nuove azioni.
Nel 2000, la Banca europea per la ricostruzione e lo sviluppo diventò azionista investendo 5,4 milioni di dollari. Nel 2006, UIA ha adottato un nuovo sistema di classificazione per le operazioni di trasporto merci che le ha consentito di trasportare una gamma più ampia di merci, dagli animali vivi al cibo fresco e agli oggetti di valore. Inoltre, è stato introdotto un servizio espresso per soddisfare le esigenze dei clienti che desiderano usufruire di servizi di consegna rapida delle merci.

### Sviluppi recenti

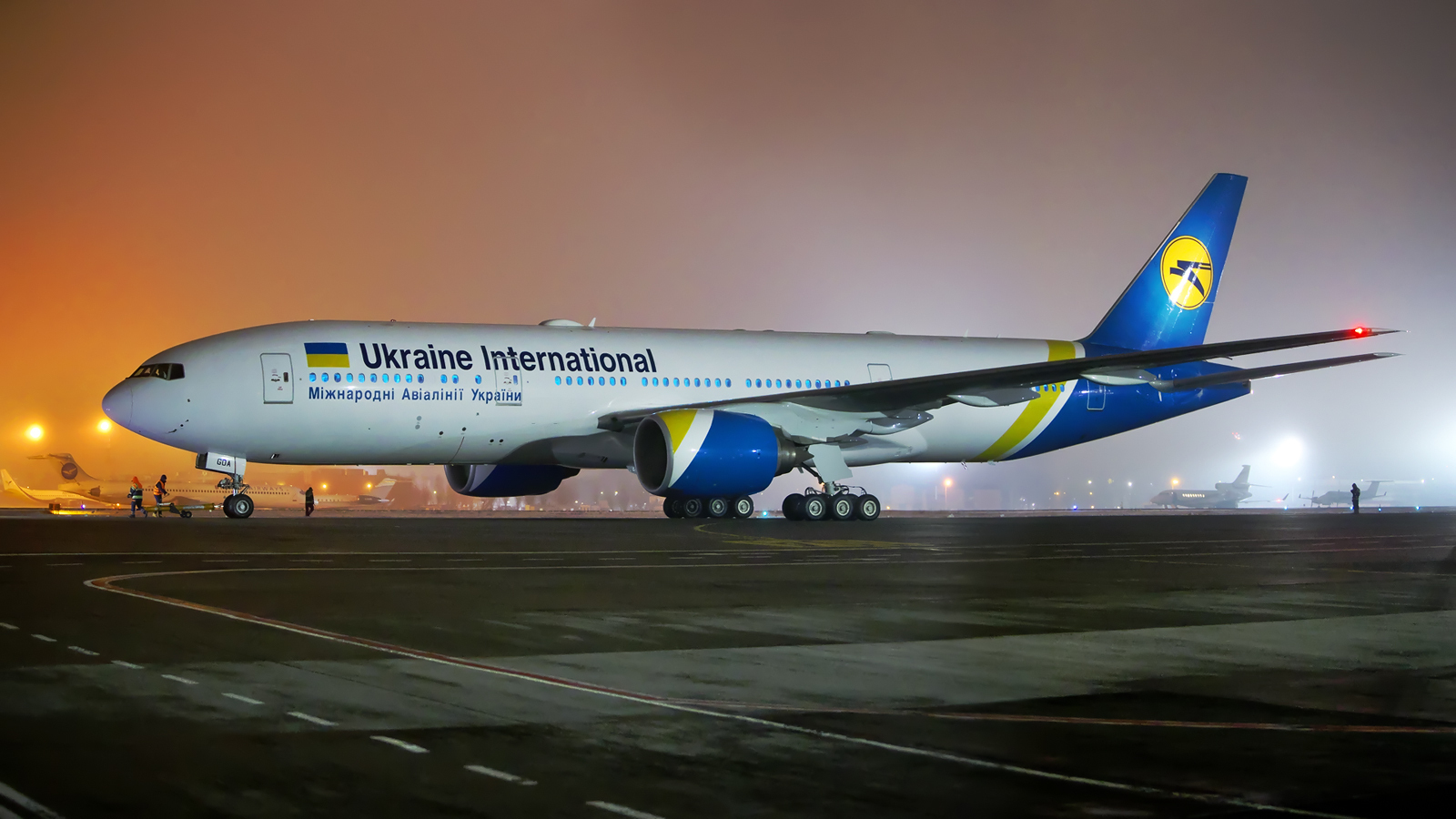
Un Boeing 777-200ER.

Nella prima metà del 2013, il traffico della compagnia aerea è aumentato del 60% a 2.200.000 passeggeri. Secondo il presidente dell'azienda Yuri Miroshnikov, UIA prevedeva di raggiungere gli stessi risultati annuali del 2013 (ovvero raggiungere un traffico annuo di 4.400.000). Il 25 aprile 2014, UIA ha avviato voli non-stop da Kiev all'aeroporto Internazionale John F. Kennedy di New York City. Sempre nel 2013, a causa della scomparsa della concorrente Aerosvit, UIA ha lanciato nuovi voli dall'Ucraina per Baku in Azerbaigian, Yerevan in Armenia, Larnaca a Cipro, Monaco in Germania, Varsavia in Polonia, Vilnius in Lituania, Praga nella Repubblica Ceca, Atene in Grecia, Batumi in Georgia, Mosca (Aeroporto Sheremetyevo), Ekaterinburg, San Pietroburgo, Kaliningrad, Nizhnevartovsk, Novosibirsk, Rostov sul Don e Sochi in Russia, Bishkek in Kirghizistan e nel 2014, New York negli Stati Uniti.
Nell'ottobre 2015, il governo russo ha vietato ad UIA di volare verso destinazioni russe in risposta al divieto imposto dal governo ucraino alle compagnie aeree russe di volare in Ucraina.
Il 14 giugno 2016, gli uffici della UIA sono stati perquisiti a causa di un'indagine dell'Ufficio nazionale anticorruzione dell'Ucraina relativa a diritti passeggeri non pagati al Fondo statale per l'aviazione.
Nel marzo 2018, Ukraine International ha annunciato un piano di ammodernamento della flotta. Mentre il primo dei tre Boeing 777-200ER di seconda mano era già stato consegnato, la compagnia aerea prevedeva che diversi nuovi Boeing 737 ed Embraer 195 nel corso dell'anno avrebbero sostituito gli ultimi Boeing 737 Classic, cosa poi avvenuta.
Nel settembre 2021, UIA ha annunciato l'acquisizione di due Boeing 777-300 nella propria flotta, che sarebbero stati utilizzati principalmente per operazioni charter.
All'inizio del 2022, l'invasione russa ha portato il governo ucraino a chiudere lo spazio aereo per le operazioni delle compagnie aeree commerciali, colpendo gravemente le operazioni di Ukraine International. La compagnia aerea ha sospeso i propri voli dal 24 febbraio dello stesso anno, sperando di riavviarli entro il 23 marzo, prima di estendere la sospensione al 29 marzo e poi fino alla fine di maggio 2022. Il 31 maggio, la compagnia aerea ha annunciato che la ripresa dei voli sarebbe stata ulteriormente ritardata fino al 23 agosto, prima di estendere nuovamente la sospensione il 19 agosto fino al 21 novembre.

## Identità aziendale
Nel febbraio 2011, il governo ucraino ha venduto la sua partecipazione del 61,6% in UIA a tre azionisti di minoranza per 287 milioni di UAH (36,2 milioni di dollari). A luglio 2013, la compagnia aerea era di proprietà di Capital Investment Project LLC con sede in Ucraina (74%) e Ontobet Promotions Limited con sede a Cipro (26%). Capital Investment Process, a sua volta, è di proprietà di Ontobet. I proprietari sono rappresentati da Aron Mayberg, un partner commerciale di Igor Kolomoyskyi e l'ex amministratore delegato della fallita AeroSvit Airlines, da cui parzialmente le licenze e gli aerei sono stati trasferiti a Ukraine International Airlines.
Al 22 giugno 2016, la struttura della proprietà era registrata come segue: 74,1627% Capital Investment Project, Ucraina e 15,9108% Ontobet Promotions Ltd, Cipro.
A causa delle difficoltà finanziarie del 2017, Ukraine International Airlines (UIA) ha rallentato i suoi piani di espansione per stabilizzare la sua performance finanziaria e uscire dal rosso.
Yuri Miroshnikov si è dimesso dalla carica di presidente di Ukraine International Airlines (UIA) il 12 settembre 2019 dopo 15 anni di gestione della compagnia di bandiera ucraina e di lavoro per UIA dal 1993. Evgeny Dykhne ha assunto il ruolo di leadership dal 18 settembre 2019.

## Controversie

### La monopolizzazione del mercato ucraino
La compagnia aerea Ukraine International Airlines PJSC è stata creata sulla base della statale UIA, privatizzata nel 2011, ed è controllata da Evgenij Peskunov, ex-top manager della compagnia ucraina Aerosvit, dichiarata in bancarotta alla fine del 2012, con migliaia passeggeri rimasti a terra senza nessuna compensazione. L'ex-top manager della Aerosvit ha assunto il controllo della UIA all'inizio a gennaio 2013, grazie alla quota di maggioranza di Igor Kolomojskij, che controlla di fatto due off-shore cipriote che detengono le azioni della UIA, come anche della PrivatBank, con filiali in Europa e anche in Italia, che controlla a sua volta la compagnia petrolifera Ukrnafta e la società di calcio Futbol'nyj Klub Dnipro. Grazie alla bancarotta dell'Aerosvit e al controllo totale di due compagnie aeree da parte di Kolomskij, la UIA è riuscita non solo prendere in leasing parte della flotta dell'Aerosvit dopo la bancarotta, ma anche tutte le destinazioni redditizie gestite dalla stessa Aerosvit fino al 2012. Inoltre, il 1º marzo 2013 l'UIA ha dichiarato che rifiuta di trasportare e rimborsare i passeggeri dell'Aerosvit come da precedenti accordi con il Governo di Kiev, ingannando così decine di migliaia di clienti. Nel marzo 2013 l'UIA è stata accusata da mass media ucraini di monopolizzazione del mercato dopo la bancarotta dell'Aerosvit. Precedentemente la off-shore cipriota Mansvell Enterprises, sotto controllo di Kolomskij, ha acquistato altre compagnie aeree: la danese Cimber Sterling e le svedesi City Airline e Skyways Express AB, tutte poi dichiarate fallite nel corso di una decina di mesi.

## Destinazioni
Al 2021, UIA collega l'Ucraina con oltre 80 destinazioni in Europa, Asia e Medio Oriente, nonché con New York e Toronto dalla sua base all'aeroporto di Boryspil e opera anche voli nazionali. UIA opera oltre 1000 voli a settimana. Sebbene non sia ufficialmente una compagnia aerea a basso costo, molti dei suoi voli internazionali sono popolari tra i viaggiatori a causa delle sue tariffe basse, che utilizzano l'aeroporto Internazionale di Boryspil come hub.
A causa delle continue perdite, la compagnia aerea ha sospeso i voli per Amman, Riga, Pechino e Minsk nel novembre 2019. Dal 2020 sono stati sospesi anche i voli per Bangkok e Cracovia.

### Accordi di code share
Al 2021, Ukraine International Airlines ha accordi di code share con:
- Air Astana[26]
- Air France
- Air Moldova
- airBaltic
- Austrian Airlines
- Azerbaijan Airlines
- EgyptAir
- Iberia
- KLM
- TAP Air Portugal[27]
- Turkish Airlines

## Flotta

### Flotta attuale

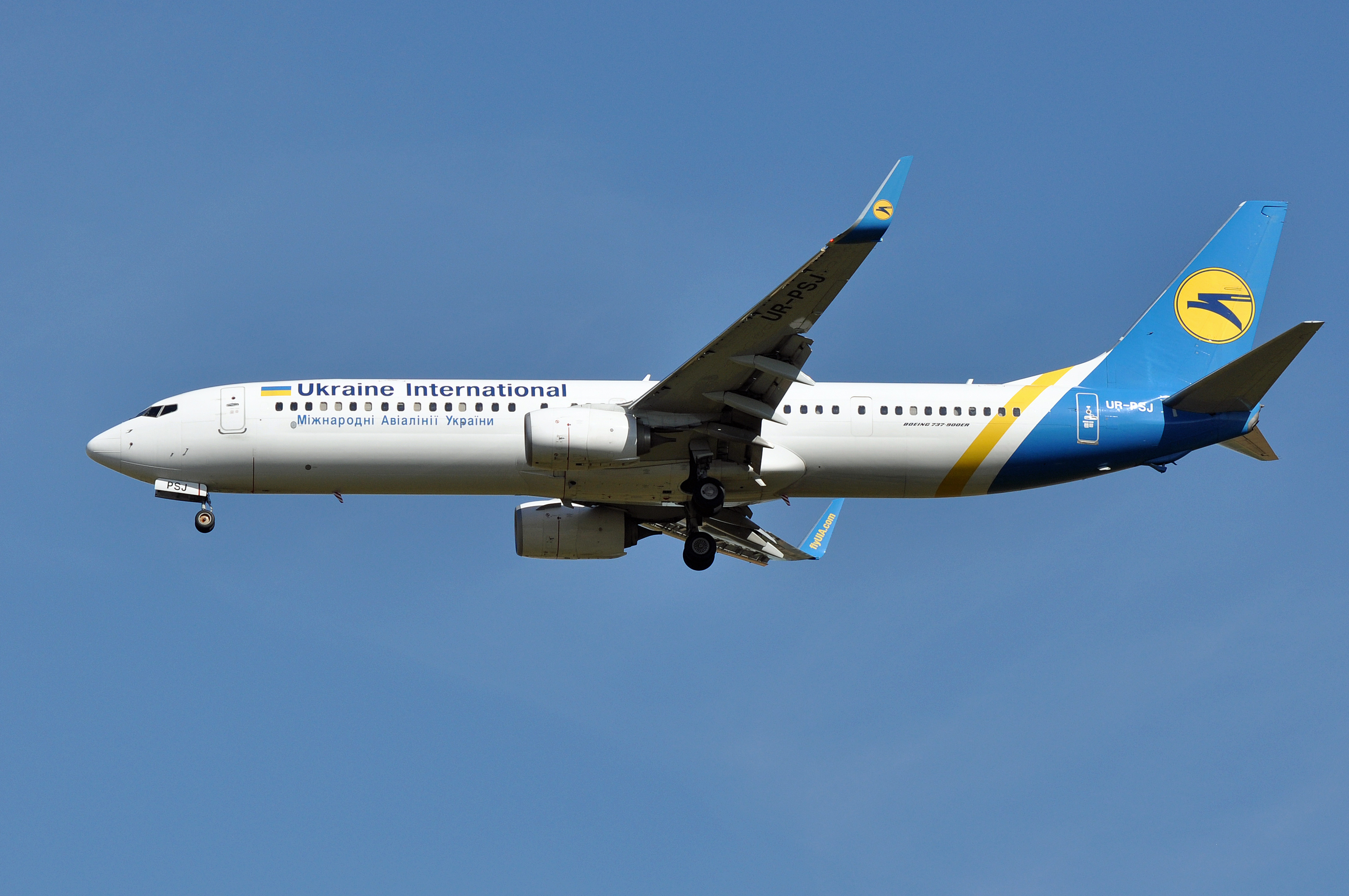
Un Boeing 737-900ER.

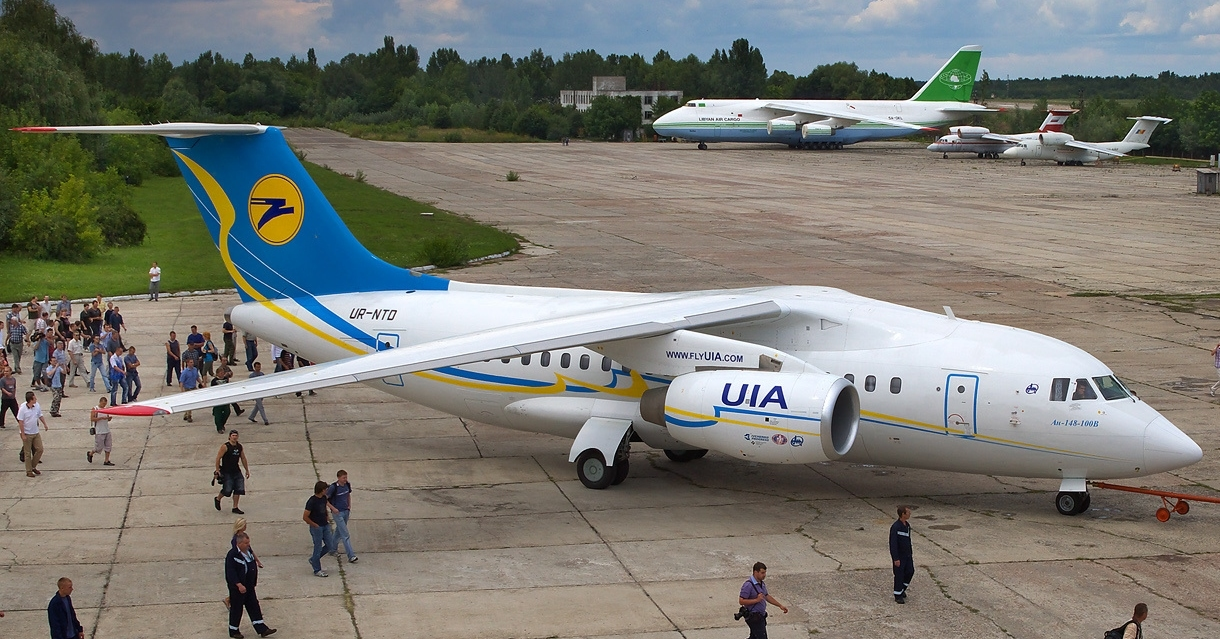
Un Antonov An-148-100B.

A maggio 2023 la flotta di UIA è costituita dai seguenti aeromobili:

### Flotta storica
UIA operava in precedenza con i seguenti aeromobili:
- Antonov An-24
- Antonov An-148
- Boeing 737-200
- Boeing 737-300
- Boeing 737-400
- Boeing 737-500
- Boeing 777-200

## Incidenti
- 8 gennaio 2020: il volo Ukraine International Airlines 752 (un Boeing 737-800 registrato UR-PSR), partito dall'aeroporto di Teheran e diretto a Kiev, è stato abbattuto per errore da un missile iraniano subito dopo il decollo. Nessuna tra le 176 persone a bordo è sopravvissuta.[29][30] Si tratta dell’unico volo operato dalla compagnia aerea con esito fatale dalla sua fondazione nel 1992.[31]